# جیمز پاتریک مالری
جیمز پاتریک مالری(به انگلیسی: James Patrick Mallory) (زاده ۱۹۴۵)، باستان‌شناس و هندو-اروپایی‌شناس ایرلندی-آمریکایی است. او استاد بازنشستهٔ دانشگاه کوئینز بلفاست است. او عضو آکادمی سلطنتی ایرلندی و ویراستار ژورنال مطالعات هندو-اروپایی است.
لیسانس خود را در رشته تاریخ و دکترای خود را در رشتهٔ مطالعات هند و اروپایی در سال ۱۹۷۷ از یو سی ال ای دریافت کرد.
مالری از سال ۱۹۹۸ پروفسور باستانشناسی دوران پیش از تاریخ است.

## کتاب‌ها
- Mallory, J.  P. (1989). In Search of the Indo-Europeans: Language, Archaeology and Myth. London: Thames & Hudson. ISBN 0-500-27616-1.
- Mallory, J.  P.; T.  E. McNeill (1991). The Archaeology of Ulster. Belfast: Dufour Editions. ISBN 0-85389-353-5.
- Mallory, J.  P.; Victor H. Mair (2000). The Tarim Mummies: Ancient China and the Mystery of the Earliest Peoples from the West. London: Thames & Hudson. ISBN 0-500-05101-1.
- Mallory, J.  P.; Adams, D.  Q. (2006). The Oxford Introduction to Proto-Indo-European and the Proto-Indo-European World. Oxford: Oxford University Press. ISBN 0-19-928791-0.
- Mallory, J.  P. (2013). The Origins of the Irish. London–New York: Thames & Hudson. ISBN 0-500-05175-5.
- In Search of the Irish Dreamtime: Archaeology and Early Irish Literature. London: Thames & Hudson, 2016.